# Malgas nyelv
A malgas nyelv (malgasul: Fiteny malagasy) az ausztronéz, azon belül a maláj-polinéz nyelvcsaládba tartozó természetes nyelv. A francia mellett Madagaszkár két hivatalos nyelvének egyike. Madagaszkárra a 6. században a Szunda-szigetekről betelepülő ausztronéz lakossággal került.

## Fordítás
- Ez a szócikk részben vagy egészben  a   Malagasy language című angol Wikipédia-szócikk fordításán alapul.  Az eredeti cikk szerkesztőit annak laptörténete sorolja fel. Ez a jelzés csupán a megfogalmazás eredetét és a szerzői jogokat jelzi, nem szolgál a cikkben szereplő információk forrásmegjelöléseként.